# My Bonnie Lies Over the Ocean
My Bonnie Lies over the Ocean är en traditionell skotsk folkvisa. Texten syftar förmodligen på den skotska kungligheten Karl Edvard Stuart (1720-1788), mer känd som Bonnie Prince Charlie.
En känd version av sången finns inspelad av Tony Sheridan kompad av The Beatles gavs ut på singel 1961 och kom på albumet My Bonnie (1962). På den ursprungliga skivan, som hade (When) The Saints på baksidan, stod det dock inte The Beatles utan Tony Sheridan and the Beat Brothers. 
Det finns tre olika versioner av My Bonnie med Tony Sheridan och Beatles:
- 1) Med tysk introtext (och därefter engelsk text)
- 2) Med engelsk introtext
- 3) Utan introtext (t ex på LP:n The Beatles in Hamburg)

### Fotnoter
1. ↑  [... !] ”Arkiverade kopian”. Arkiverad från originalet den 14 november 2015. https://web.archive.org/web/20151114010026/http://www.musicsmiles.com/my_bonnie_lies______%21.htm. Läst 30 april 2017.